# Conus zandbergeni
Espèce
Statut de conservation UICN

 LC  : Préoccupation mineure
Conus zandbergeni est une espèce de mollusques gastéropodes marins de la famille des Conidae.
Comme toutes les espèces du genre Conus, ces escargots sont prédateurs et venimeux. Ils sont capables de « piquer » les humains et doivent donc être manipulés avec précaution, voire pas du tout.

## Description
La taille de la coquille varie entre 25 mm et 42 mm.

## Distribution
Cette espèce marine est présente dans l'Indo-Pacifique et se trouve aux Philippines, en Indonésie et dans les îles Salomon.

### Niveau de risque d’extinction de l’espèce
Selon l'analyse de l'UICN réalisée en 2011 pour la définition du niveau de risque d'extinction, cette espèce est présente aux Philippines et à Sabah. Les enregistrements des captures suggèrent qu'il s'agit d'une espèce commune. Il n'y a pas de menaces connues pour cette espèce. Elle est classée dans la catégorie "préoccupation mineure".

## Taxonomie

### Publication originale
L'espèce Conus zandbergeni a été décrite pour la première fois en 2010 par les malacologistes Robin Michael Filmer et Robert G. Moolenbeek (d) dans « Miscellanea Malacologica »,.

### Synonymes
- Conus (Phasmoconus) zandbergeni Filmer & Moolenbeek, 2010 · appellation alternative
- Phasmoconus zandbergeni (Filmer & Moolenbeek, 2010) · non accepté